# Omloop door Middag-Humsterland
L'Omloop door Middag-Humsterland era una corsa in linea di ciclismo su strada femminile disputata nei Paesi Bassi dal 2004 al 2010.

## Albo d'oro
Aggiornato all'edizione 2010.
| Anno | Vincitrice       | Seconda            | Terza               |
| ---- | ---------------- | ------------------ | ------------------- |
| 2004 | Kristy Miggels   | Kirsten Wild       | Angela Hillenga     |
| 2005 | Adrie Visser     | Loes Gunnewijk     | Arenda Grimberg     |
| 2006 | Kirsten Wild     | Chantal Beltman    | Suzanne De Goede    |
| 2007 | Suzanne De Goede | Marianne Vos       | Loes Markerink      |
| 2008 | Vera Koedooder   | Adrie Visser       | Irene Van Den Broek |
| 2009 | Rochelle Gilmore | Claudia Witteveen  | Isabella Soederberg |
| 2010 | Vera Koedooder   | Monique Van De Ree | Liesbet De Vocht    |